# Veliki solunski požar
Veliki solunski požar zahvatio je grčki grad Solun (Thessaloniki) sredinom kolovoza 1917. godine i u trajanju od 32 sata uništio trećinu drugog najnapučenijeg grčkog grada koji je u to vrijeme nastanjivalo 230.000 žitelja. Vatra je gorjela u dužini od jednog četvornog kilometra pri čemu je u potpunosti izgorjelo 9.500 građevina, pretežno obiteljskih domova u židovskim četvrtima, ali su u požaru stradale i zgrade Grčke narodne banke i Atenske banke te znamenita crkva sv. Demetrija. Oko 70.000 Solunjana ostalo je bez krova nad glavom, od čega oko 52.000 Židova koji su kasnije većinom iselili u Francusku, Sjedinjene Države i Palestinu. Ukupna materijalna šteta iznosila je osam milijuna zlatnih funta. Grčka vlada je netom nakon požara isplatila 1,5 milijuna drahmi obiteljima oštećenima potresom, dok su osiguravateljske kuće isplatile oko tri milijuna zlatnih funti premija.
Uzrok požara bila je kućna nezgoda u jednom od izbjegličkih kampova koja je, zbog nedostatka vode i vatrogasaca, ali i loše gradske infrastrukture prvotno uzrokovala mjesni požar koji se brzo širio po trošnim i zbijenim barakama te se proširio i do samog središta grada i do zgrade Ministarstva Makedonije i Tračke (tzv. »Rezidencije«) koju je osoblje uspjelo obraniti od nadiruće vatre. Tadašnji Solun bio je perjanica izdavaštva i novinarstva u Grčkoj, no u požaru su izgorjele gotovo sve tiskare i izdavačka predstavništva u gradu, kao i 4.100 trgovina. U požaru je izgorio poštanski ured, gradska vijećnica, brzoglasni ured, spremišta gradskog vodovoda, tri pravoslavne crkve, dvanaest džamija i šesnaest sinagoga.
U danima nakon požara Venizelosova vlada najavljuje obnovu grada, ali ne po uzoru na stanje prije požara već u smjeru nove urbanizacije opožarenih dijelova grada. Ministat prometa (budući premijer) Alexandros Papanastasiou dobio je zadatak izbora arhitekta za vođenje obnove grada. Izabran je francuski arhitekt, urbanist i arheolog Ernest Hébrard, koji je proširio i razgranao gradsku prometnu mrežu te planskom gradnjom prilagodio opožarene dijelove Soluna rastućem stanovništvu. Kao simbol nove obnove Hébrard je izgradio Trg Aleksandra Velikog (danas Aristotelov trg) u bizantskom stilu te u središte postavio kip Aleksandra Velikog. Na trgu su, između ostalog, izgrađene i nova zgrada gradske vijećnice i zgrade pravosudnih organa (gradska sudnica).